# Gentiana zollingeri
Gentiana zollingeri är en gentianaväxtart som beskrevs av Fawcett. Gentiana zollingeri ingår i släktet gentianor, och familjen gentianaväxter. Inga underarter finns listade i Catalogue of Life.